# Hypostomus asperatus
Hypostomus asperatus är en fiskart som beskrevs av Castelnau, 1855. Hypostomus asperatus ingår i släktet Hypostomus och familjen Loricariidae. Inga underarter finns listade i Catalogue of Life.